# Shanghai Baby (película)
Shanghai Baby es una película alemana de drama de 2007, dirigida por Berengar Pfahl, que a su vez la escribió junto a Margaret Hennig, Martin Hennig y Zhou Wei Hui, esta última es la autora de la novela en la que se basa el largometraje, musicalizada por Matthias Raue, en la fotografía estuvo Erich Krenek y los protagonistas son Bai Ling, Luke Goss y Gregory Wong, entre otros. El filme fue realizado por Aragon Media International (AMI), Berengar Pfahl Film y Vhans Fillm Production; se estrenó el 18 de mayo de 2007.

## Sinopsis
Coco vive de una manera intensa en Shanghái, su vida gira en torno a largas noches en el club, la escena artística, el sexo, la literatura y la creación de su primera novela. Pero todo cambia repentinamente cuando empieza a sentir atracción por dos hombres muy distintos.